# Bezděčí u Trnávky
Bezděčí u Trnávky (en allemand : Mitterdorf) est une commune du district de Svitavy, dans la région de Pardubice, en Tchéquie. Sa population s'élevait à 183 habitants en 2024.

## Géographie
Bezděčí u Trnávky se trouve à 23 km au sud-est de Svitavy, à 81 km au sud-est de Pardubice et à 173 km au sud-est de Prague.
La commune est limitée par Městečko Trnávka à l'ouest, au nord et à l'est, et par Vrážné et Chornice au sud.

## Histoire
La première mention écrite du village date de 1308.

## Galerie

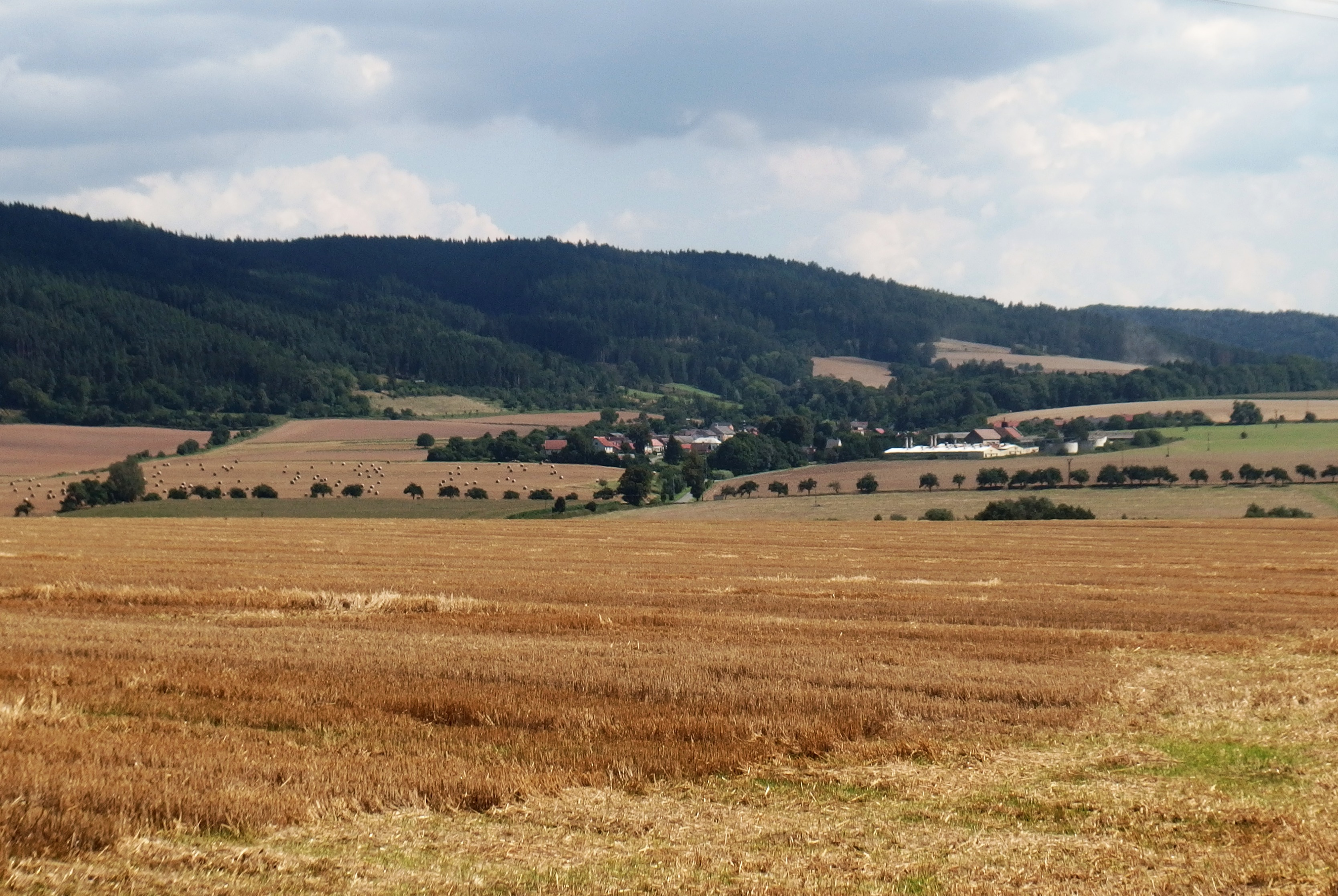
Bezděčí u Trnávky.
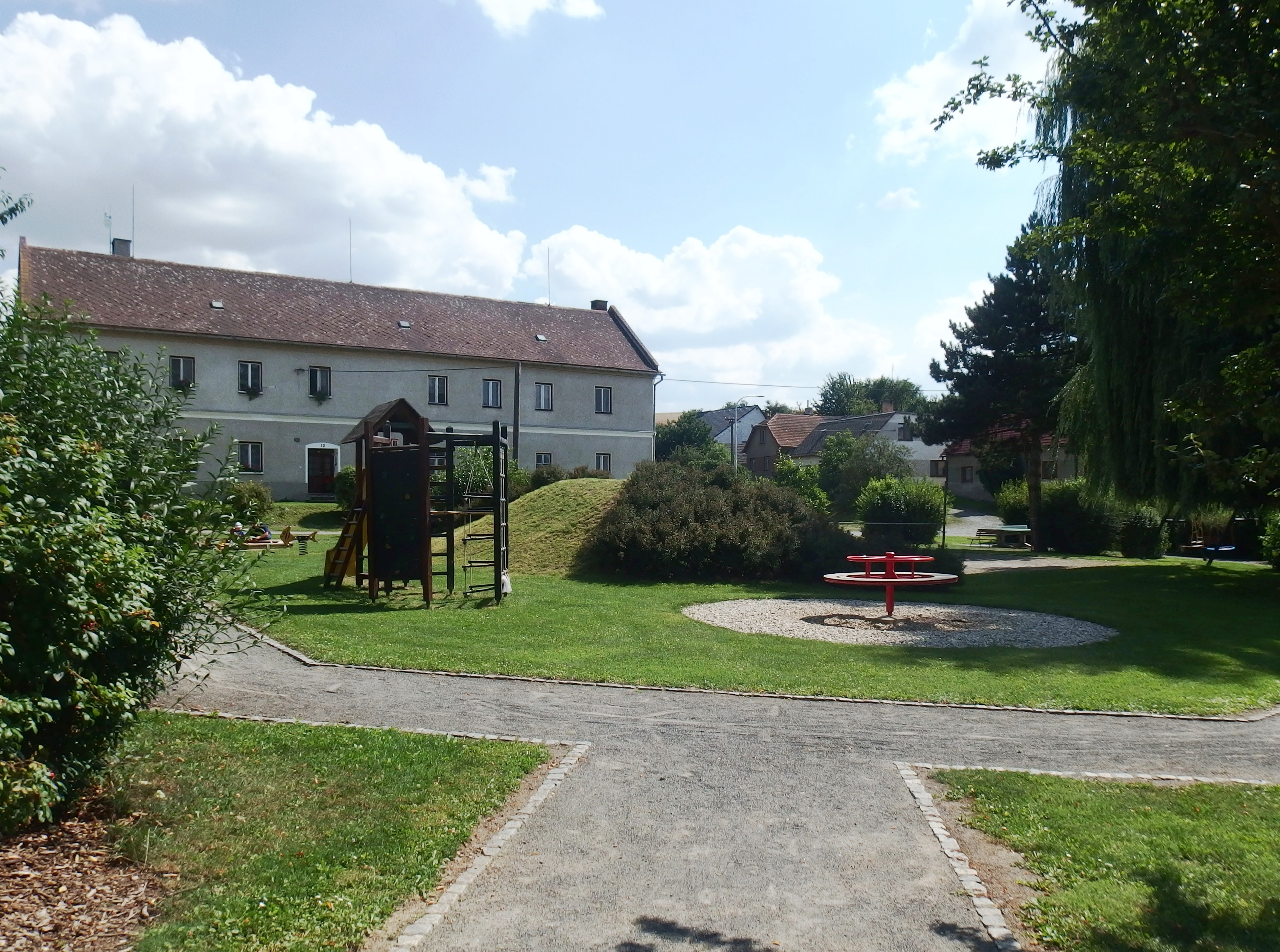
Centre de Bezděčí u Trnávky.

## Administration
La commune se compose de deux sections :
- Bezděčí u Trnávky
- Unerázka

## Transports
Par la route, Bezděčí u Trnávky se trouve à 13 km de Moravská Třebová, à 37 km de Svitavy, à 137 km de Pardubice et à 254 km de Prague. 